# Matic Ian Guček
Matic Ian Guček (* 20. September 2003 in Celje) ist ein slowenischer Sprinter und Hürdenläufer, der sich auf die 400-Meter-Distanz spezialisiert hat und über diese Distanz aktuell Inhaber des Landesrekordes ist.

## Sportliche Laufbahn
Erste internationale Erfahrungen sammelte Matic Ian Guček im Jahr 2019, als er beim Europäischen Olympischen Jugendfestival (EYOF) in Baku mit 54,80 s in der ersten Runde über 400 Meter Hürden ausschied. 2021 schied er bei den U20-Europameisterschaften in Tallinn mit 51,61 s im Halbfinale aus und belegte anschließend bei den U20-Weltmeisterschaften in Nairobi mit 50,80 s den fünften Platz. Im Jahr darauf gewann er bei den U20-Weltmeisterschaften in Cali mit neuem Landesrekord von 48,91 s die Silbermedaille im Hürdenlauf und schied anschließend bei den Europameisterschaften in München mit 49,93 s im Halbfinale aus und verpasste mit der slowenischen 4-mal-400-Meter-Staffel in 3:06,68 min den Finaleinzug. 2023 wurde er bei der 2. Liga der Team-Europameisterschaft im Zuge der Europaspiele in Chorzów in 49,48 s Zweiter über 400 Meter Hürden. Anschließend belegte er bei den U23-Europameisterschaften in Espoo in 49,70 s den vierten Platz. Im August schied er bei den Weltmeisterschaften in Budapest mit 49,40 s in der ersten Runde aus. Im Jahr darauf verbesserte er bei den Europameisterschaften in Rom im Halbfinale den Landesrekord auf 48,36 s und belegte dann im Finale in 48,87 s den siebten Platz. Im August schied er bei den Olympischen Sommerspielen in Paris mit 49,06 s in der Hoffnungsrunde aus. 
2025 gewann er bei den U23-Europameisterschaften in Bergen in 48,34 s die Bronzemedaille über 400 m Hürden hinter dem Deutschen Owe Fischer-Breiholz und İsmail Nezir aus der Türkei.
In den Jahren von 2021 bis 2024 wurde Guček slowenischer Meister im 400-Meter-Hürdenlauf sowie 2022 und 2024 auch in der 4-mal-400-Meter-Staffel. Zudem wurde er 2021 Hallenmeister über 60 Meter Hürden.

## Persönliche Bestleistungen
- 400 Meter: 46,60 s, 2. Juli 2022 in Nova Gorica (slowenischer U20-Rekord)
  - 400 Meter (Halle): 47,14 s, 22. Februar 2025 in Novo Mesto
- 110 m Hürden: 14,67 s (+0,3 m/s), 10. September 2021 in Ljubljana
  - 60 m Hürden (Halle): 8,39 s, 31. Januar 2021 in Novo Mesto
- 400 m Hürden: 48,34 s, 10. Juni 2024 in Rom (slowenischer Rekord)